# Ankazobe
Ankazobé est une commune urbaine (kaominina) située dans la province d'Antananarivo, au centre de Madagascar.

## Administration

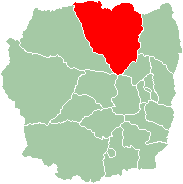
Localisation d'Ankazobe dans la province d'Antananarivo

Un poste militaire fut fondé en 1896 par le Capitaine Antoine Nicard autour duquel Hubert Lyautey développa la ville moderne.